# Bonneville (België)
Bonneville is een plaats en deelgemeente van de Belgische gemeente Andenne. Bonneville ligt in de provincie Namen.
Bij wet van 10 augustus 1903 werd Bonneville afgesplitst van Sclayn en werd het een zelfstandige gemeente. Bij de gemeentefusies in 1977 werd het een deelgemeente van Andenne.

## Demografische ontwikkeling
- Bronnen:NIS, Opm:1831 tot en met 1970=volkstellingen

## Geboren
- Aude Aguilaniu (1988), Frans alpieneskiër

## Galerie

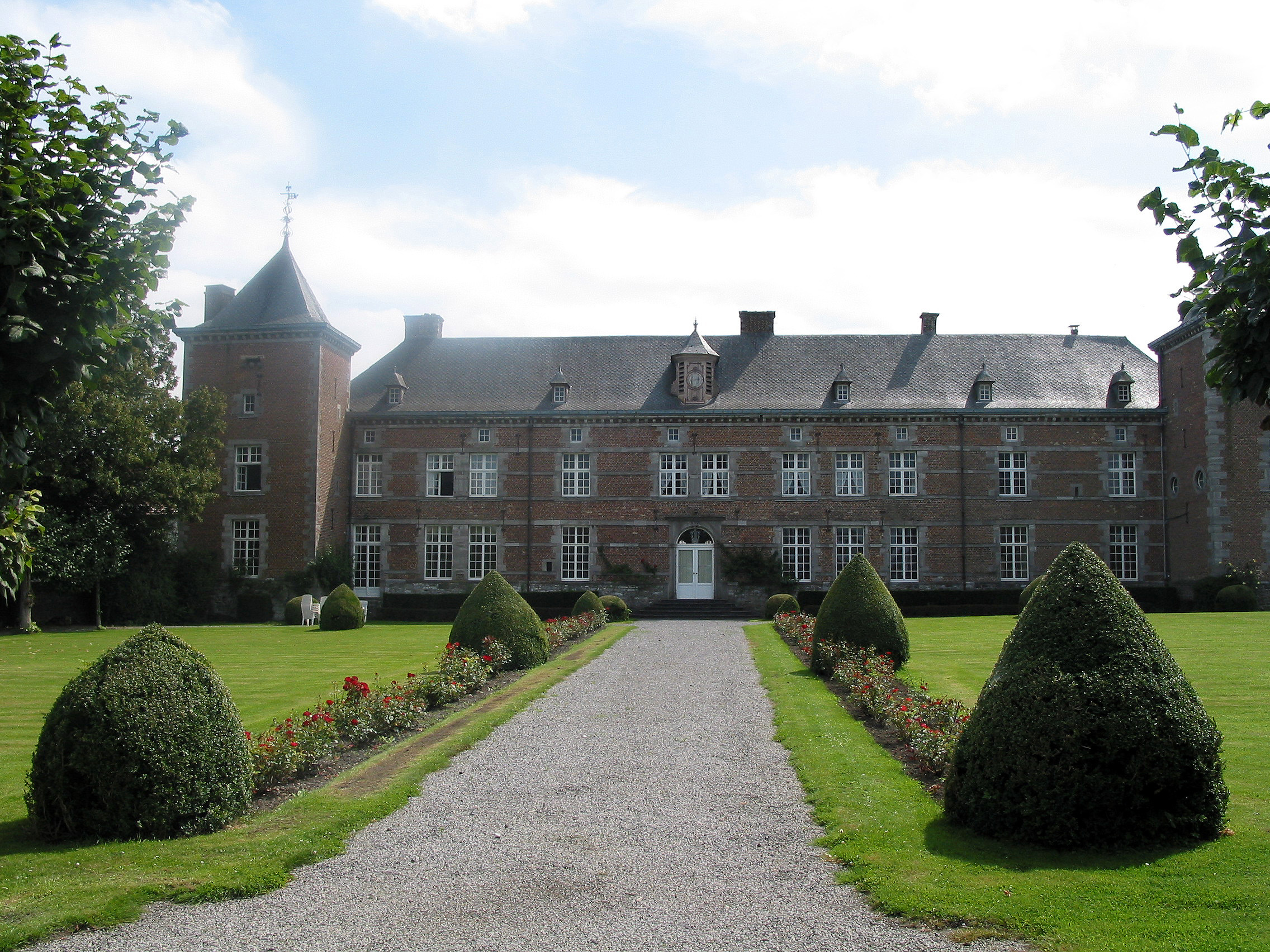
Kasteel van Bonneville (XVI/XVIIde eeuw)
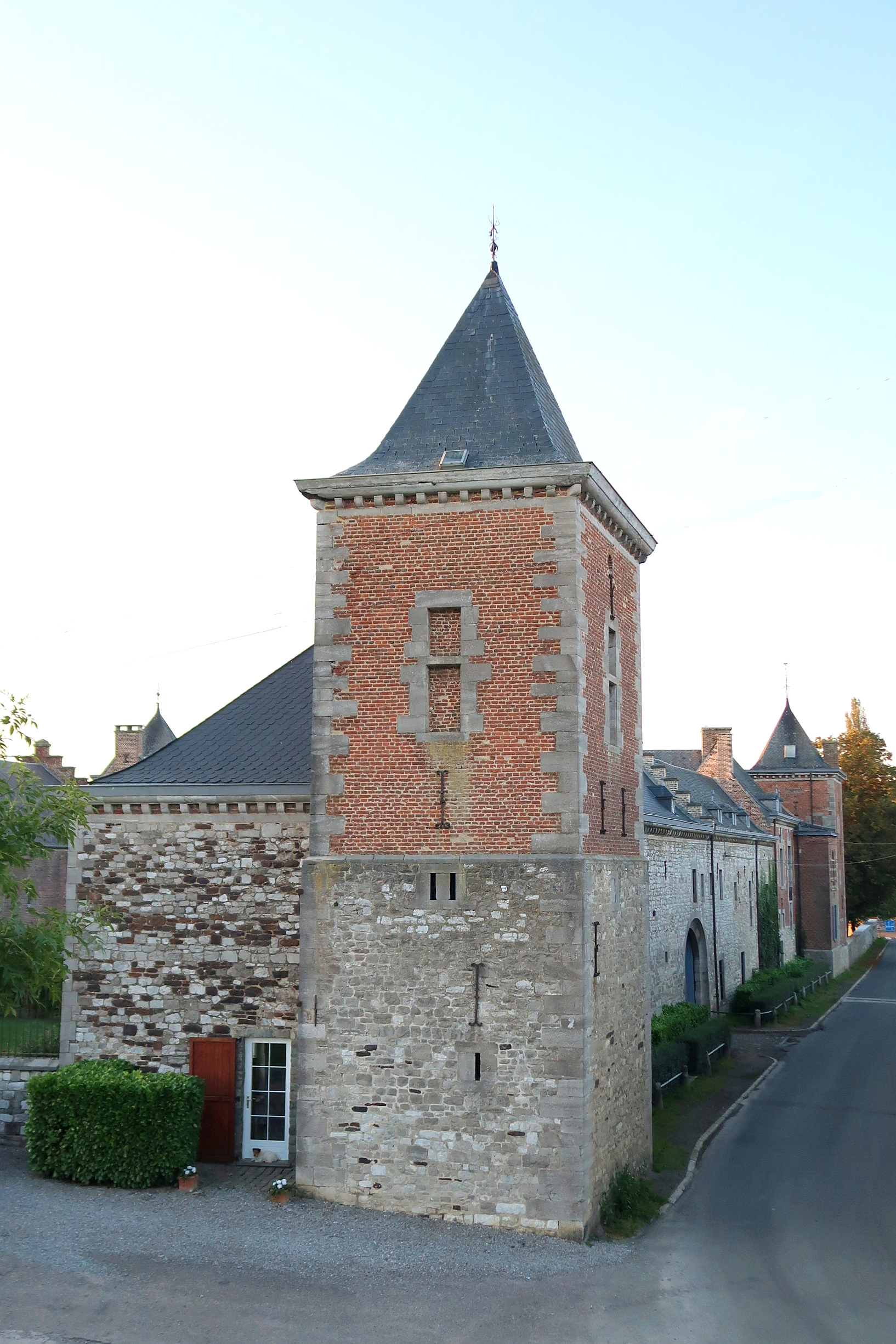
Kasteel van Bonneville - zuidkant
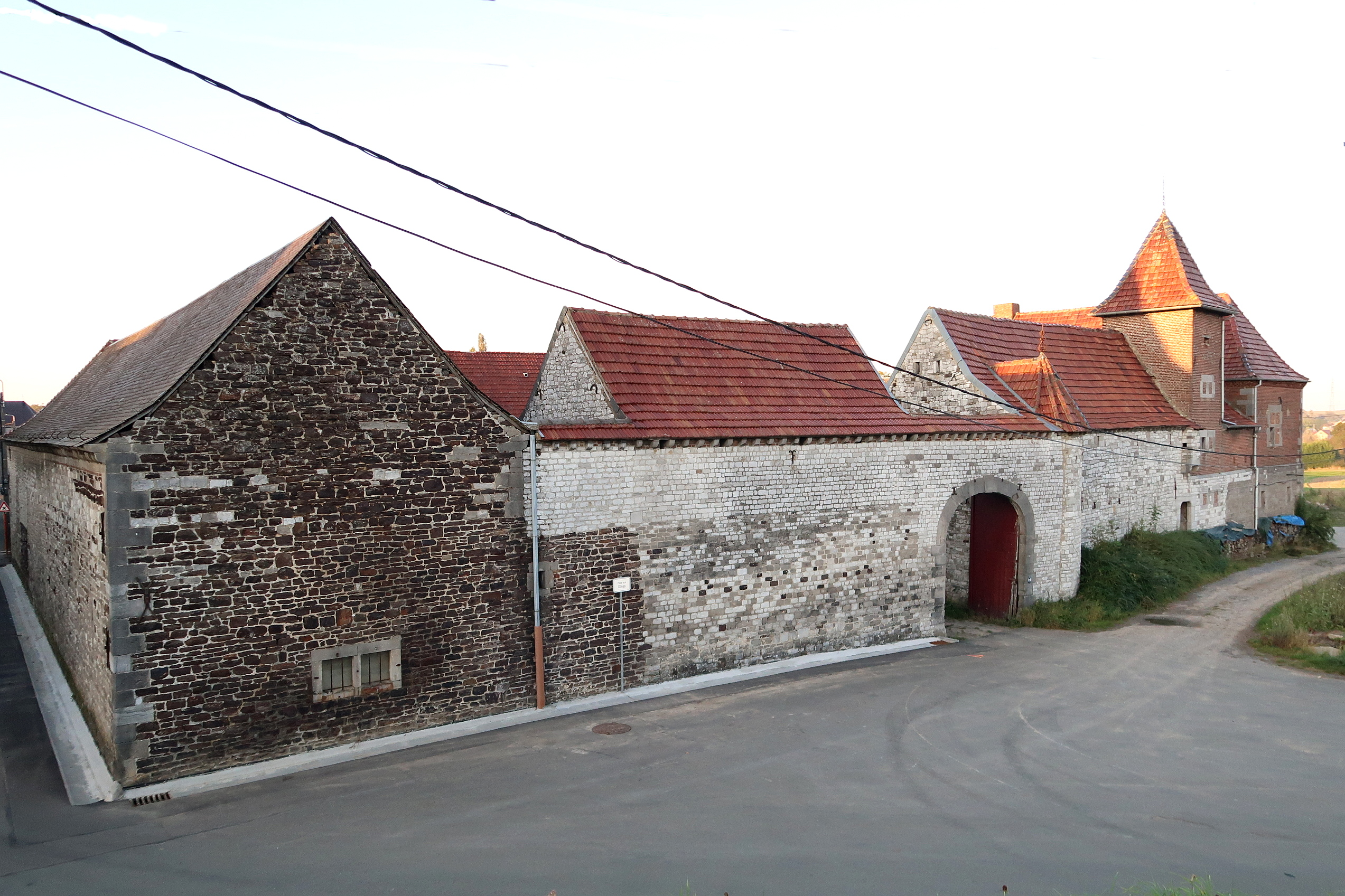
Ferme de Dhuy in Bonneville